# Kodeks karny (1969)
Kodeks karny z 1969 r. (ustawa z dnia 19 kwietnia 1969 r. Kodeks karny), inaczej kodeks Andrejewa – polski kodeks karny obowiązujący od 1 stycznia 1970 do 31 sierpnia 1998 roku. Zastąpił poprzedni Kodeks karny i uchylił Kodeks karny Wojska Polskiego (1944) oraz mały kodeks karny.
Przewidywał za przestępstwa grzywnę, karę ograniczenia wolności, trwającą od 3 miesięcy do 2 lat, karę pozbawienia wolności, w wymiarze od 3 miesięcy do 15 lat, karę 25 lat pozbawienia wolności, karę dożywotniego pozbawienia wolności (wprowadzoną od 20 listopada 1995) i karę śmierci (zawieszoną na 5 lat od 20 listopada 1995), wymierzaną za najcięższe przestępstwa, wykonywaną wobec osób cywilnych przez powieszenie, a wobec żołnierzy
przez rozstrzelanie. Kara śmierci mogła być przez sąd orzekana zamiennie z karą 25 lat pozbawienia wolności i karą dożywotniego pozbawienia wolności.
Został zastąpiony przez Kodeks karny z 1997.